# Église de Pernå
L'église de Pernå (en finnois : Pernajan kirkko) est une église située dans le quartier Pernå à Loviisa en Finlande,,. 

## Description
L'église est dédiée à Saint-Michel et à Saint-Éric. 
L'édifice est conçu par le Maître de Pernå et construit vers 1410–1440.

## Galerie

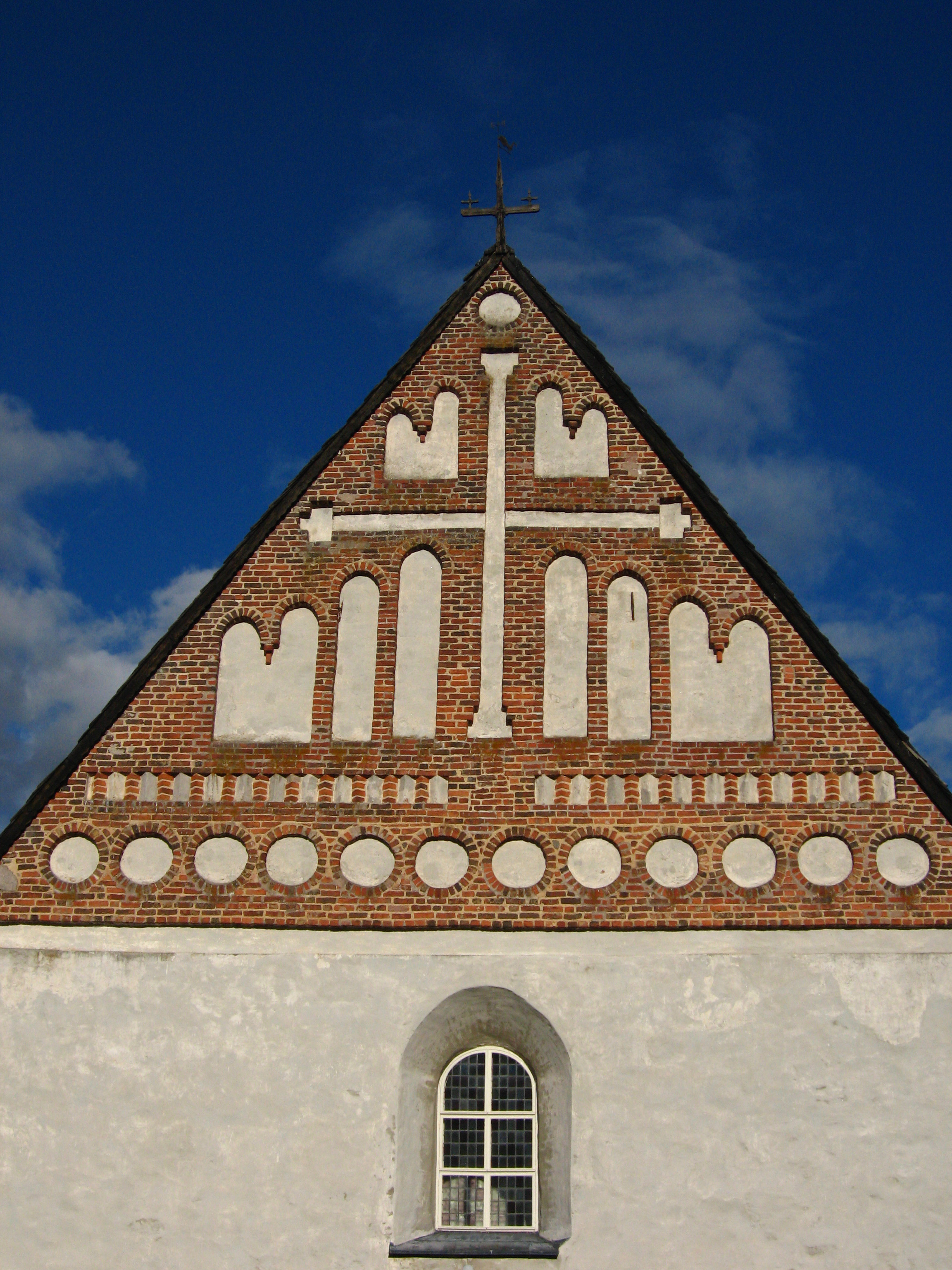
Le fronton..
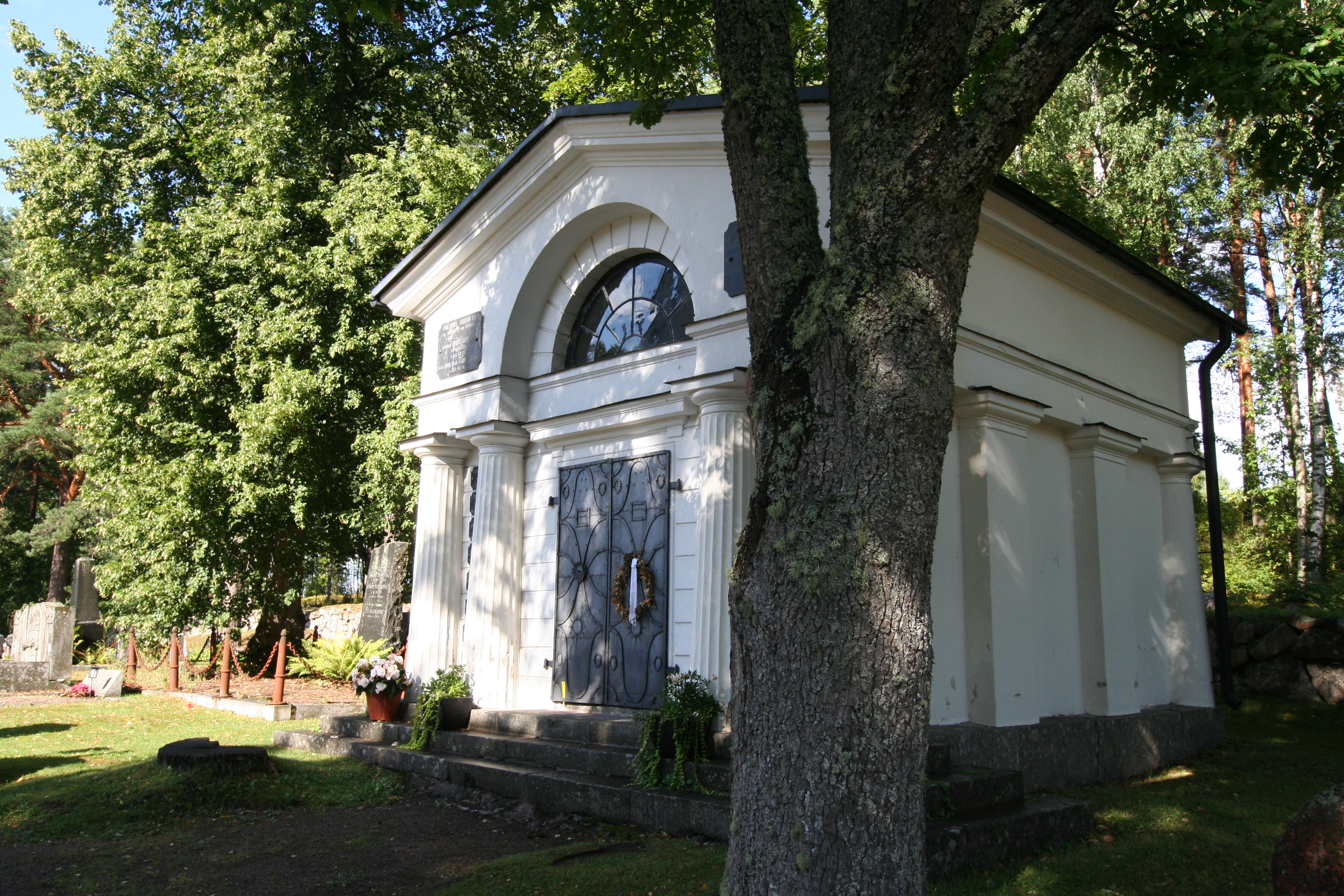
Un tombeau .
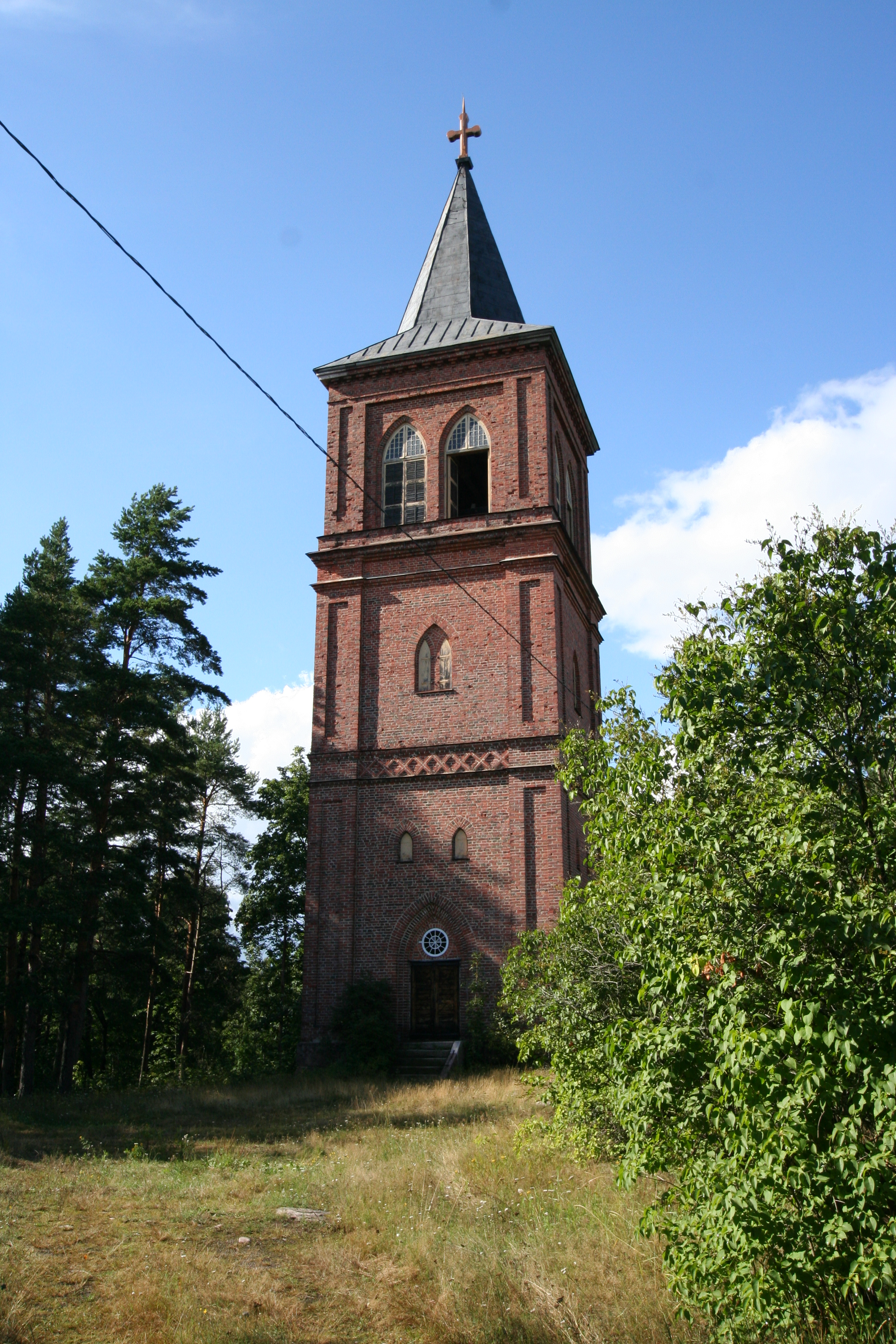
Le clocher.